# Проклятие Карнштейнов
«Проклятие Карнштейнов» (итал. La Cripta e l'incubo, букв. «Склеп и кошмар»; также известен под названиями «Crypt of the Vampire», «Terror in the Crypt») — итало-испанский атмосферный готический фильм ужасов 1964 года режиссёра Камилло Мастрочинкве. Фильм снят по мотивам новеллы 1872 года «Кармилла» Джозефа Шеридана Ле Фаню, послужившей основой для множества фильмов о вампирах-женщинах.

## Сюжет
Дочь графа Людвига Карнштейна Лаура мучается от ночных кошмаров. Людвиг причину всех страданий дочери видит в давнем проклятье, которое наложила на весь их род ведьма. Граф просит своего приятеля — студента-медика — побольше узнать об этой ведьме. В это же время в замке графа появляется таинственная женщина, которая быстро сближается с Лаурой, а последняя всё больше и больше своего времени начинает проводить именно с ней.

## В ролях
- Ли, Кристофер — граф Людвиг Карнштейн
- Адриана Амбеси — Лаура Карнштайн
- Урсула Дэвис — Люба
- Хосе Кампос — Фридрих Клаусс
- Вера Валмонт — Аннет
- Сисили Клэйтон — Тильда Карнштейн